# Familia Mavrocordat

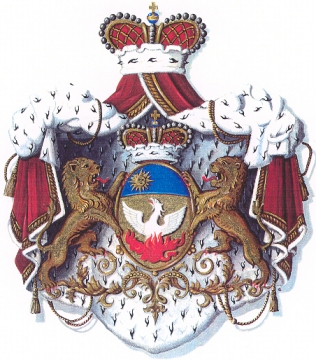
Blazonul principilor Mavrocordat

Familia Mavrocordat (în greacă veche Μαυροκορδάτος) a fost o familie boierească română provenită din Fanar, care a dat Țării Românești și Moldovei mai mulți domni fanarioți în secolul al XVIII-lea.

## Istoric
În pragul dintre secolele al XVII-lea și al XVIII-lea, Alexandru Mavrocordat Exaporitul a devenit o figură foarte influentă în cadrul administrației Imperiului otoman. A încercat în 1703 să obțină mazilirea domnului Țării Românești Constantin Brâncoveanu, pentru a-și impune în domnie propriul fiu, pe Nicolae Mavrocordat, însă acest deziderat nu a reușit decât în 1716, după mazilirea lui Ștefan Cantacuzino.
Alexandru Mavrocordat a reușit să-și impună fiul, pe Nicolae Mavrocordat, pe tronul Moldovei, în 1709, domnie întreruptă de cea a lui Dimitrie Cantemir. După fuga lui Cantemir în Rusia, Nicolae a reluat domnia până în ianuarie 1716, când a fost mutat pe tronul Țării Românești. Răpit de imperiali și dus la Brașov, a fost înlocuit de fratele său Ioan Mavrocordat. Revenit în 1719 pe tron, Nicolae a mai domnit 11 ani, perioadă din care data Mănăstirea Văcărești, o capodoperă a stilului arhitectonic al vremii, dărâmată în timpul regimului comunist.
Constantin Mavrocordat, fiul lui Nicolae, a domnit în total de zece ori, atât în Moldova, cât și în Țara Românească. Alexandru I Mavrocordat și Alexandru II Mavrocordat (veri, nepoți ai lui Nicolae Mavrocordat) au domnit în Moldova, între 1782–1785, respectiv 1785–1786.